# OPC UA TSN
OPC UA TSN или OPC UA over TSN — технология передачи данных в режиме реального времени, объединяющая два стандарта: спецификация OPC UA определяет передачу данных в промышленных сетях, а технология TSN описывает работу сетей, требующих строгой синхронизации времени и детерминированной доставки данных.
Используя эти стандарты в совокупности, можно обеспечить взаимодействие между устройствами разных производителей в режиме реального времени, а также объединить ИТ- и OT (англ.)-системы предприятия, что является одним из ключевых требований концепции Промышленность 4.0.

## Применение
До настоящего времени в промышленности связь внутри и между машинами осуществлялась по различным проприетарным протоколам связи, таким как Profinet, EtherNet/IP, POWERLINK, EtherCAT, Profibus, Modbus или CAN. В этом случае для передачи данных между устройствами и компонентами различных производителей необходимо использовать конвертеры и шлюзы.

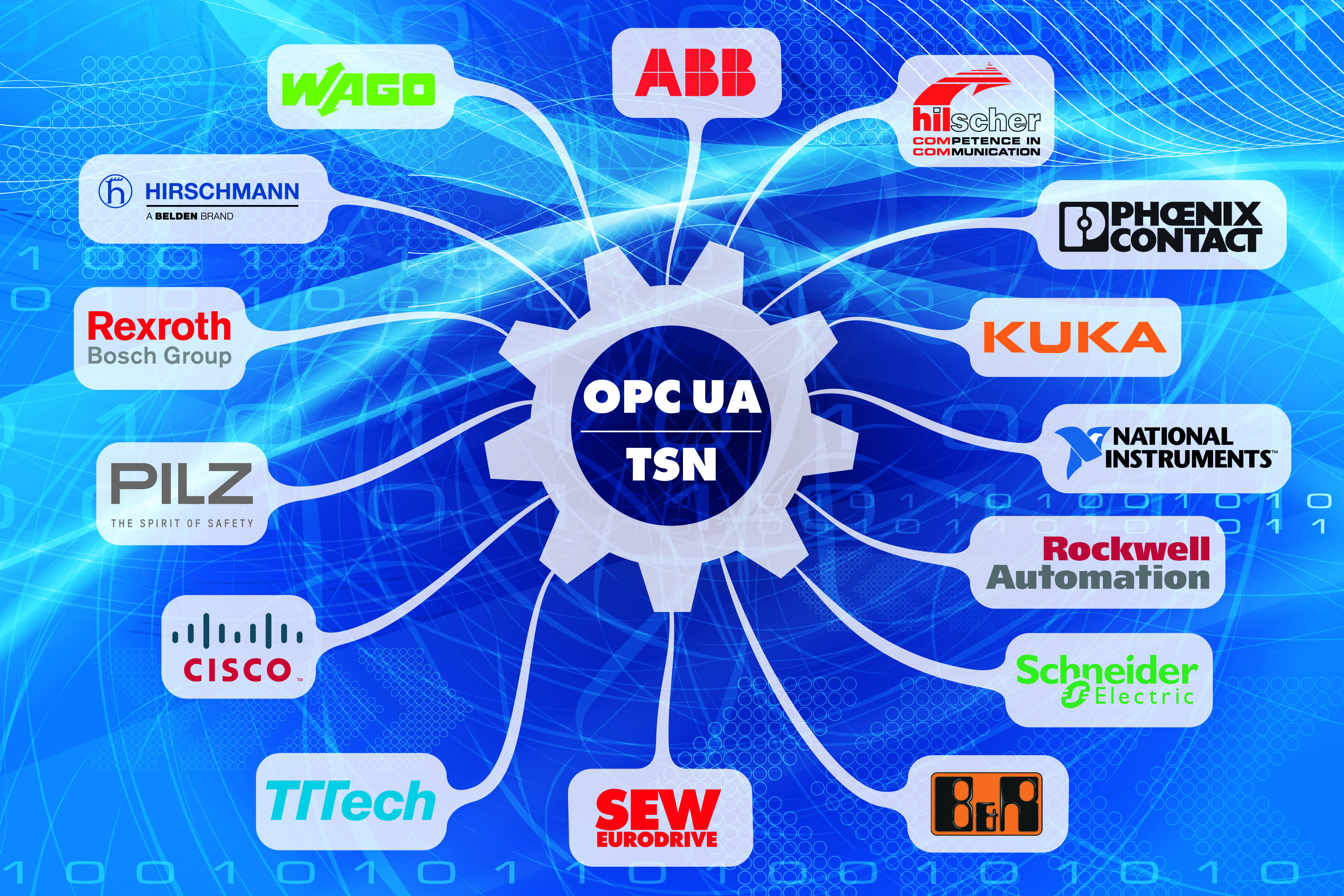
Группа промышленных компаний разработала интегрированное решение для межмашинного взаимодействия и взаимодействия между машинной и облаком в режиме реального времени.

Четвёртая промышленная революция (также известная как Индустрия 4.0 или Промышленность 4.0) подразумевает объединение в одну сеть IT- и OT-систем предприятия, однако создание такой сети осложняется наличием множества различных протоколов. Поэтому необходим стандартизированный протокол связи для бесшовного обмена данными между устройствами разных производителей от полевого уровня до уровня облачных вычислений.
Технология OPC UA over TSN уже была внедрена в пилотные проекты таких производителей промышленного оборудования, как ABB, Bosch Rexroth, B&R, CISCO, Hilscher, Hirschmann, Huawei, Intel, Kalycito, KUKA, KYLAND, Mitsubishi Electric, Molex, National Instruments (NI), Omron, Phoenix Contact, Pilz, Parker Hannifin, Rockwell Automation, Schneider Electric, Siemens, TTTech, Wago и Yokogawa.

## Используемые технологии
В основе протокола OPC UA over TSN лежат две ключевые технологии:
- Спецификация OPC Unified Architecture определяет передачу данных в промышленных сетях и взаимодействие устройств в них.
- Технология Time-Sensitive Networking (TSN, рус. сетевое взаимодействие со строгой синхронизацией времени) описывается группой Ethernet стандартов IEEE 802.1[7] и позволяет передавать данные по стандартным сетям Ethernet в режиме реального времени. В группу стандартов TSN входят:
  - IEEE 802.1AS-Rev/D2.0 : Timing and synchronization for time sensitive applications (протокол синхронизации точного времени)
  - IEEE 802.1CB : Frame Replication and Elimination for Reliability (резервирование потоков путем репликации кадров и удаление их дубликатов)
  - IEEE 802.1Qbv : Enhancement for scheduled traffic (планирование расписания доставки пакетов)
  - IEEE 802.1Qci : Per-Stream Filtering and Policing (правила обработки и фильтрации потоков данных)
  - IEEE 802.1Qcc : Stream Reservation Protocol (SRP) Enhancements and Performance Improvements (резервирование потоков данных)
  - IEEE 802.1Qbu: Frame preemtion (прерывание передачи кадров)

Спецификация TSN разрабатывается в рамках общего стандарта Ethernet. Стандарт используется рядом автомобильных производителей.

## Развитие технологии OPC UA over TSN
Технологии OPC UA и Ethernet TSN продолжают развиваться, чтобы соответствовать требованиям промышленного производства.
Основные усилия направлены на обеспечение работы технологии OPC UA в режиме реального времени. Параметры связи должны отвечать следующим требованиям:
- Детерминированные временные характеристики, джиттер не превышает 100 нс
- Время цикла в диапазоне 50 мкс — 2 мс[9]

Помимо этого было необходимо реализовать в рамках OPC UA возможность взаимодействия по модели Издатель/Подписчик (англ. Publish/Subscribe).
Сначала стандарт OPC UA обеспечивал связь только по модели клиент/сервер. Клиент делает запрос (Request) какой-либо информации и получает ответ (Response) от сервера. Такая архитектура имеет ограничения в сетях с большим количеством узлов. Архитектура «издатель — подписчик» позволяет осуществить коммуникацию один-ко-многим и многие-ко-многим. Сервер отправляет данные в сеть (Publish), и получить их может любой клиент (Subscribe). Расширение PubSub OPC UA позволяет передавать данные, используя транспортный протокол MQTT. Взаимодействие по такой модели в сочетании с поддержкой TSN позволило также использовать технологию OPC UA в промышленных приложениях, требующих строгой синхронизации времени. Технология была успешно испытана на опытных установках таких организаций, как Консорциум промышленного интернета (англ.) и Labs Network Industrie 4.0 (LNI).
Исследования показали, что по производительности технология OPC UA over TSN опережает существующие протоколы на базе промышленного Ethernet в 18 раз.

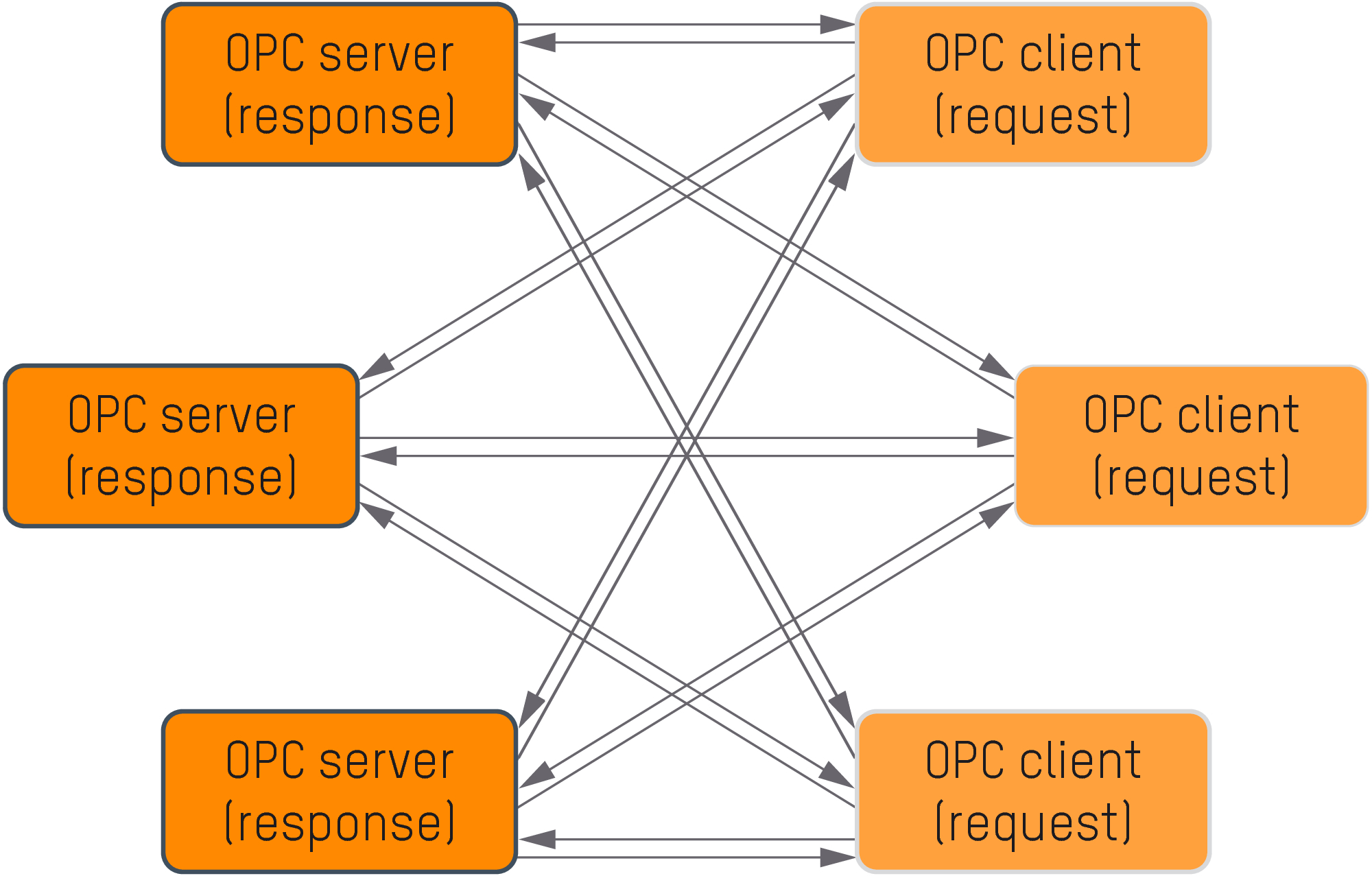
Клиент-серверная архитектура. Клиент запрашивает информацию (Request) и получает ответ от сервера (Response).

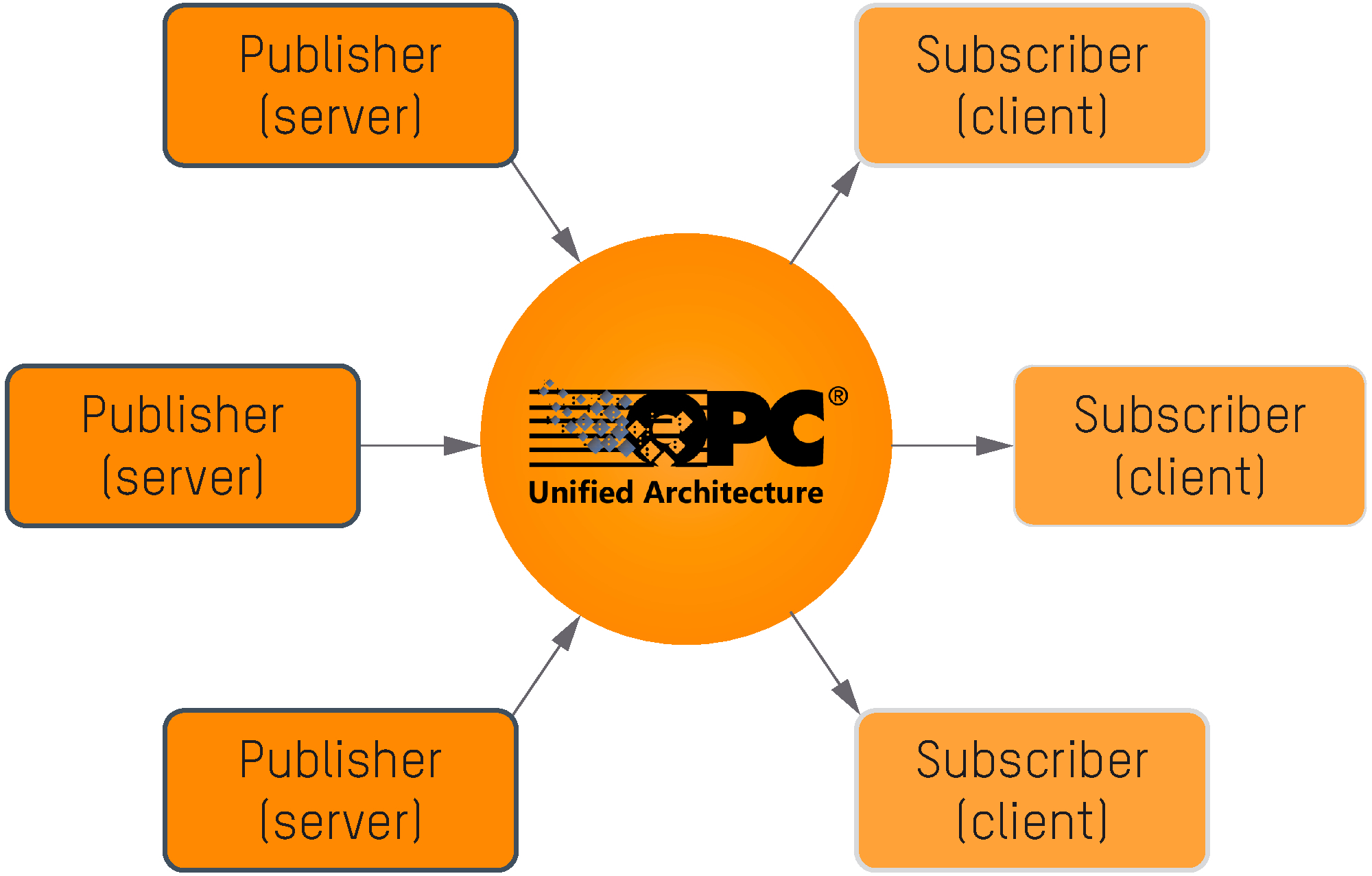
Архитектура Издатель/Подписчик. Сервер отправляет данные в сеть (Publish), и любой клиент может получить эти данные (Subscribe).

## История развития OPC UA over TSN
- Январь 2010: Стандарт 802.1Qav взят за основу для передачи данных в аудио/видео приложениях (AVB).
- Ноябрь 2012: Расширена сфера применения протокола, AVB переименован в TSN.
- Ноябрь 2016: При участии производителя сетевого оборудования TTTech и производителя систем автоматизации B&R основана инициатива OPC UA TSN. Эти компании — первые представители группы компаний-разработчиков (англ. Shapers).[13]
- Апрель 2017: К группе компаний-разработчиков присоединились Belden/Hirschmann и Phoenix Contact.
- Ноябрь 2017: К группе компаний-разработчиков присоединились Pilz, Hilscher и Wago.
- Апрель 2018: Компания Rockwell Automation объявила о своём вступлении в группу компаний-разработчиков.[14]
- Ноябрь 2018: Организация OPC Foundation описывает механизм взаимодействия с полевым уровнем по технологии OPC UA over TSN.[15]
- Ноябрь 2018: Компании ABB, Schneider и Rockwell становятся участниками Совета OPC Foundation.[16]
- Ноябрь 2018: Представлен Руководящий комитет по OPC UA over TSN для полевого уровня. В него вошли компании ABB, BECKHOFF, Bosch-Rexroth, B&R, Cisco, Hilscher, Hirschmann, Huawei, Intel, Kalycito, KUKA, Mitsubishi Electric, Molex, Omron, Phoenix Contact, Pilz, Rockwell Automation, Schneider Electric, Siemens, TTTech, Wago, Yokogawa.[17]
- Ноябрь 2018: На выставке SPS IPC Drives 2018 (нем.) на стенде ESPG (Ethernet POWERLINK Standardization Group) показан демонстрационный стенд из пяти разных POWERLINK сетей с контроллерами и приводами от разных производителей, которые точно синхронизированы друг с другом на базе технологии OPC UA TSN.[18]
- Ноябрь 2018: На выставке SPS IPC Drives 2018 представлено первое рабочее устройство на базе технологии OPC UA TSN.

## Организация
В ноябре 2018 года организация OPC Foundation объявила, что спектр задач, где будет применяться OPC UA в сочетании с технологией TSN, охватит связь на полевом уровне. Дальнейшая работа группы компаний-разработчиков будет продолжена в рамках организации OPC Foundation. В Совет OPC Foundation вошли компании: ABB, Rockwell и Schneider Electric. OPC Foundation возьмёт на себя исполнение функций профессионального сообщества и будет содействовать дальнейшему развитию и распространению технологии OPC UA TSN.